# Majoidea
Majoidea é uma superfamília de caranguejos que inclui as espécies conhecidas pelo nome comum de caranguejos-aranha. O grupo compreende 5-6 famílias extantes, e cerca de 185 espécies validamente descritas.

## Taxonomia
A superfamília Majoidea inclui as seguintes famílias:
- Epialtidae
- Hymenosomatidae – eventualmente pertencente a outro agrupamento.[3]
- Inachidae
- Inachoididae
- Majidae
- Oregoniidae

As famílias Pisidae e Tychidae são presentemente tratadas como subfamílias da famílias Pisinae e a antiga família Tychinae somo subfamília da família Epialtidae. A antiga família Mithracidae é actualmente considerada como a subfamília Mithracinae da família Majidae.
A informação taxonómica constante da base de dados Catalogue of Life permite construir o seguinte cladograma:

| Majoidea | \| \| Epialtidae \| \| \| \| \| \| Inachidae \| \| \| \| \| \| Inachoididae \| \| \| \| \| \| Majidae \| \| \| \| \| \| Mithracidae \| \| \| \| \| \| Oregoniidae \| \| \| \| \| \| Pisidae \| \| \| \| \| \| Tychidae \| \| \| \| |
|          | \| \| Epialtidae \| \| \| \| \| \| Inachidae \| \| \| \| \| \| Inachoididae \| \| \| \| \| \| Majidae \| \| \| \| \| \| Mithracidae \| \| \| \| \| \| Oregoniidae \| \| \| \| \| \| Pisidae \| \| \| \| \| \| Tychidae \| \| \| \| |
|          | Epialtidae |
|          | |
|          | Inachidae |
|          | |
|          | Inachoididae |
|          | |
|          | Majidae |
|          | |
|          | Mithracidae |
|          | |
|          | Oregoniidae |
|          | |
|          | Pisidae |
|          | |
|          | Tychidae |
|          | |

Esta superfamília inclui algumas espécies notáveis:
- Macrocheira kaempferi, a maior espécie de caranguejo extante conhecida, encontrado no Pacífico noroeste;
- Libinia emarginata, uma espécie de caranguejo-aranha comum em habitats estuarinos da costa leste da América do Norte;
- Hyas, um género comum de caranguejos-aranha, que inclui a espécie Hyas araneus do Atlântico Nordeste e do Mar do Norte;
- Maja squinado, a santola.

Conhece-se uma família fóssil, Priscinachidae, representada por uma única espécie, Priscinachus elongatus, do Cenomaniano da França.